# Issun Boshi
Issun Boshi ("Lilla entumsgubben") är en gestalt i japansk mytologi.
Issun Boshi var en mycket liten figur som inte desto mindre förgjorde monster och demoner. Slutligen gick hans innersta önskan i uppfyllelse och han blev normal till växten och kunde fortsätta sitt liv som samuraj.